# R: Racing Evolution
R: Racing Evolution (R: Racing na Europa) é um jogo eletrônico do gênero simulador de corrida produzido e publicado pela Namco lançado em 2003 para PlayStation 2, Nintendo GameCube e Xbox.
O jogo é considerado um spin-off da série Ridge Racer, contém 33 carros reais de categorias de automobilismo como Super GT, WRC e 24 Horas de Le Mans, o jogo também conta com modo estória e contém um sistema chamado pressure meter onde o jogador pode pressionar a inteligência artificial para cometer erros. O jogo conta com circuitos reais e fictícios, dentre os reais encontram-se: Circuito de Suzuka, Twin Ring Motegi, Phillip Island Grand Prix Circuit e o Circuito de Mônaco.